# Hirasea acutissima
Hirasea acutissima é uma espécie de gastrópode da família Endodontidae.
É endémica do Japão.